# 哈茨維爾 (紐約州)
哈茨維爾（英語：Hartsville）是一個位於美國紐約州斯托本縣的鎮。

## 人口
根據2020年美國人口普查的數據，哈茨維爾的面積為93.75平方千米，當中陸地面積為93.61平方千米，而水域面積為0.14平方千米。當地共有人口561人，而人口密度為每平方千米6人。